# ますだおかだ
ますだおかだは、松竹芸能所属のお笑いコンビ。1993年1月結成。略称は「ますおか」。M-1グランプリ2002王者。

## メンバー
岡田 圭右（おかだ けいすけ、1968年11月17日 - ）（56歳）
ツッコミ担当、立ち位置は向かって左。

増田 英彦（ますだ ひでひこ、1970年2月9日 - ）（55歳）
ボケ・ネタ作り担当、立ち位置は向かって右。

## 来歴
- 1988年、大阪府枚方市にある関西外国語大学短期大学部穂谷学舎で同じクラスになり、出会う。
  - 2人が2回生の時に増田が岡田を芸能界に誘うが、岡田はこの時拒否した。卒業後、増田は関西外国語大学の3年に編入学、岡田は編入試験に落ち専門学校へと違う道を辿る。
  - 増田は4回生で学園祭実行委員となり、イベントの司会などをしているところを、松竹芸能の目に止まり、スカウトされる。再び岡田を芸能界に誘い、なんとか2人で松竹芸能タレント養成所に通うも、3ヶ月後にやはり岡田が嫌がり、増田は広告代理店「大広」（同期に佐々木蔵之介がいる）、岡田は文具メーカー「クツワ」へと、それぞれ内定していた就職先に就職した。
  - それと同時期に吉本新喜劇座員のオーディションに合格しており、芸能活動とサラリーマンの両方を並行しようとするも、新喜劇でのダンスのレッスンに岡田が嫌気が差したのか、レッスン2週目で増田と音信不通になった[3]。
  - 互いに音信不通になって4ヶ月たったある日、短大時代の友人の結婚パーティーで久しぶりに2人は再会。「サラリーマンの仕事がおもしろくない」ともらした岡田を増田が遂に口説き落とした。
- 1993年1月、2人はそれぞれの会社を退職。正式に松竹芸能タレント養成所に入所し、コンビを組む[1]。翌月、松竹芸能主催のお笑いライブ「KITEMITE倶楽部」で初舞台を踏み[1]、4月には初テレビ出演を果たし、1年目でレギュラー番組3本（テレビ2本とラジオ1本）を持つ[1]。
- 1994年1月に第15回『ABCお笑い新人グランプリ』最優秀新人賞、同年2月に第24回『NHK上方漫才コンテスト』最優秀新人賞を受賞するなど、結成1年足らずで数々の漫才の賞を総なめしていく[1]。当時千原兄弟、ジャリズムなどのコントが主流の中で、無名のコンビが正統派の漫才でいきなり賞を受賞したことで一躍注目される事となる。同年8月には『GAHAHAキング 爆笑王決定戦』（テレビ朝日）で10週勝ち抜き、第3代チャンピオンの座に輝く[1]。グランドチャンピオン大会では爆笑問題と同点優勝し、「（関）西の爆笑問題」と呼ばれたことがある。
- 1996年、「ボキャブラブーム」や「吉本2丁目芸人ブーム」に挟まれ、東京移転や吉本興業移籍さえ真剣に考え始めた頃、ちょうど同時期にスタートした『爆笑オンエアバトル』（NHK）に参戦。正統派漫才を武器に連勝を重ねていき、様々な記録を残すなど活躍した（後述）。2003年に同番組を卒業。
- 2002年、本格的に東京進出。同年12月に開催された『M-1グランプリ2002』では、ラストイヤーとなる結成10年目で優勝を果たした（後述）。
- 2006年4月から2007年3月まで『ますだおかだのオールナイトニッポン』（ニッポン放送）のレギュラーパーソナリティーを務めた。
  - これ以前にも、1994年4月8日、超若手の時代に特別番組として『オールナイトニッポン』の2部（27:00 - 29:00）を担当し、当番組のプロデューサーに「いいね! ますだおかだ! 秋から2部のレギュラーパーソナリティをやろうか!」と言われ、本来ならばそれが初の東京でのレギュラー番組の仕事となるはずであった。ところが、プロデューサーが人事異動となり、その時は『オールナイトニッポン』のレギュラーパーソナリティを逃している。さらに、1998年ごろにも特番として担当した際にもプロデューサーから「4月からやろうか」と言われたが、またもプロデューサーの人事異動によりレギュラーを逃しており、2006年4月にようやく念願の『オールナイトニッポン』のレギュラーパーソナリティーを務めることになった。
- 2009年からはそれぞれが単独で情報番組の司会を担当しているため、コンビでのテレビ出演が減少している。
- 2013年にコンビ結成20周年を迎え、12月14日には『ますだおかだコンビ結成20周年記念特番 漫才のキセキ』（関西テレビ）が放送された[4][5]。
- 2016年2月29日、「よしもと砦の戦い～松竹芸能軍の来襲～」（吉本新喜劇の本拠地・なんばグランド花月での特別公演）に、「松竹芸能軍」のメンバーとして出演した。
- 現在は主にテレビ出演であるが、隔月ペースで漫才ライブ（漫才セブン）を東京（松竹芸能新宿角座）と大阪（松竹芸能 DAIHATSU MOVE 道頓堀角座）で行い新ネタを披露し続け、年に数回のネタ番組にも出演している。

## 芸風
- 主なネタは正統派漫才。増田の毒舌を含んだボケに、岡田がツッコむという芸風。練りこんだネタがある一方で、時事ネタを巧みに織り込む柔軟性も持ち合わせる。逆に、岡田にボケさせてその寒いボケに増田が冷淡なツッコミをする芸風もある。
- 『どーだ!ますだおかだ』（MBSラジオ）によると、漫才を選んだ理由はデビュー当時若手芸人達の間ではコントが全盛であったため、あえて漫才を選択する事で目立つのが目的であったとのこと。
- ネタ作りは主に増田が担当する。岡田もネタ作りの場にいるが、増田がネタを書いている間、ずっとスポーツ新聞を読んでいるという。ただし、岡田の方が博学なので、ネタ中のフレーズなどの相談を受けたりしている[6]。
- 稀にコントも行うことがあり、2003年1月（『M-1』王者になった直後）の新年番組やエンタの神様では、「日本語を台湾語に面白く訳したコント」を披露したことがある。

## コンビ名
- コンビ名がひらがな表記である理由は、既に活躍していた名前をそのままコンビ名にした若手芸人の矢野・兵動（漢字表記）やトクトミトコナミ（カタカナ表記）との差別化を図るため。初舞台のコンビ名は、漢字の「岡田・増田」であった。コンビ名を「おかだますだ」にしなかった理由は「岡田眞澄と混同されるから」とされる。
- 2人がかつて出演していた『金曜かきこみTV』（NHK教育テレビ）では、お笑い掲示板の管理人B&S（ビー・アンド・エス）として出演（番組開始から2005年3月までは、「ボケル・スベル」として出演）していた。2004年9月10日放送回では、同番組の特別企画として「青空プレタポルテ」名義で『爆笑オンエアバトル』（NHK総合）に出場した事もあった（重量は417KB）。

## エピソード

### 爆笑オンエアバトル
- かつて放送されていたお笑い番組『爆笑オンエアバトル』（NHK総合）に放送開始当初から出演しており、様々な記録（後述）を残して活躍した。番組初期を代表するコンビとして挙げられる事も多い。
- 初めての出演は1999年5月1日放送回（番組第6回）。初挑戦ながら491KBを獲得し1位通過を果たした。1999年7月10日放送回（大阪収録）には出場3回目にして早くもオーバー500（508KB）を記録した。その後も番組を代表する常連コンビとして、正統派漫才を武器にオンエアを勝ち取り連勝を重ねていった。また、後述のようにパーフェクトを達成するなど高得点を叩き出す事も多かった（オーバー500獲得回数は7回・歴代4位の記録）。
- 出場5回目となる1999年11月13日放送回（大阪収録）にて545KBを獲得し、番組史上初となるパーフェクト（満点）[注 1] を達成した。同時に通常回での番組最高KBも叩き出した事となった。この満点獲得という大記録はますだおかだのコンビとしての実力の高さをより一層際立たせるものとなった[注 2]。
  - この1週間前の放送では陣内智則が当時の番組最高KBである537KBを獲得しており、陣内は1週間で記録を塗り替えられる事となった（なお、陣内が出場したこの回も大阪収録である）。
  - 同番組でパーフェクトを達成した芸人は、ますだおかだ、タイムマシーン3号、上々軍団の3組だけとなっている。更にますだおかだ以降、タイムマシーン3号が2005年に記録するまでは約6年間パーフェクトを達成する芸人は出てこなかった。なお、出場5回目でのパーフェクト達成は3組の中でも最短の記録となっている。
  - 2001年6月2日放送回（大阪収録）ではパーフェクトまであとボール1個に迫る541KBを記録した事もある。この為ますだおかだは番組内で545KBと541KBの両方を記録した経験がある唯一の芸人となっている。
  - パーフェクト達成回は後に発売された公式ビデオ（後にDVDも発売）「爆笑オンエアバトル ますだおかだ」に「545KBパーフェクト漫才」という題名で収録されている。
- 『M-1』優勝後の2003年2月8日放送回に出場してオンエアを獲得（417KB・4位）し、17連勝（全勝）を達成して当時の番組新記録[注 3] を樹立した（なお、同回で番組を卒業）。その後、タカアンドトシが2006年11月3日放送回にて18連勝（全勝）を達成して番組記録を更新、その後更に流れ星とタイムマシーン3号が現在の番組記録である20連勝を達成したため[注 4]、ますだおかだの記録は歴代4位[注 5] となっている。同番組のゴールドバトラーにも認定されている[注 6]。
- 大阪収録に出場する事が多く（出場17回中5回が大阪収録だった）、また出場した回全てにおいてオーバー500を記録するなど無類の強さを誇っていた（初のオーバー500と後述のパーフェクトを達成した回も大阪収録である）。また、オーバー500を7回達成しているが、その内5回は大阪収録である（残りの2回は東京と佐賀であり、どちらも2002年度で達成している）。
- 上記の通り17連勝という記録を達成しているが、チャンピオン大会には2回だけ（第2回・第3回大会）しか出場しておらず、チャンピオン経験も1度も無かった。2001年度・2002年度にはどちらの年も年間3勝目までは達成しているものの、何故かチャンピオン大会出場最低条件である年間4勝目は獲得しておらずいずれも出場は逃している[注 7]。なお、10連勝以上を達成している芸人の中で第4回チャンピオン大会[注 8] 以降に出場していないのはますだおかだとツインカム（解散）のみとなっている。
- 2008年の番組公式ホームページ内の『オンバト名勝負百選』というコーナーで「爆笑オンエアバトル初期の立役者といえば、漫才のますだおかだとコントのラーメンズと言える」と番組プロデューサーから評され、最終回ではこの2組が「爆笑オンエアバトルのレジェンド」と紹介された[注 9]。
- 番組卒業後、増田は自身のブログの2009年3月29日付の日記において「この番組がなければ今のますだおかだはなかったと思う。本当に感謝してるし愛着も今なおある。その後抜かされた連勝記録を今からでも抜きに行きたいくらいに…」とコメントしている[注 10][7]。

### M-1グランプリ
2001年
- 同事務所のアメリカザリガニと共に決勝戦進出。特別審査員の合計得点では中川家に次ぐ高得点を記録したものの、この年のみに導入されていた一般審査員による採点は、大半のコンビにおいて特定の会場からの得点が低いなど公平性に欠ける部分があり、ますだおかだもその影響を強く受けてしまった。結果、この時点で暫定2位だったアメリカザリガニに敗れ、最終的に4位に終わった。

2002年
- 結成9年だが、当時は出場資格の解釈が「結成10年目（結成9年）以内」だったため、ラストイヤーとして扱われた。決勝1回戦では2番目に登場。審査員7名中4名から最高評点を獲得し、2位通過で最終決戦進出を決める。
- 最終決戦では抽選により3番目に登場し、大トリを飾る。漫才冒頭の自己紹介の際に、増田が皮肉を込めて「吉本興業のますだおかだです!」と叫んだ。審査員7名中5名から票を獲得し、決勝1回戦の結果を覆しての優勝を果たした。この時審査員を務めていた立川談志は、ますだおかだに優勝賞金1,000万円を贈呈するにあたって「最後に出てきた時、俺は勝ったと思ったはずですよ。そう思わなきゃ芸人じゃない。したたかだよ。見事だよ。褒めてやる」と最大限の賛辞を送っていた。
- 優勝直後のシャンパンファイトでコメントを求められた増田は、「テレビに出てるだけが面白い芸人じゃありません。ライブにはいっぱいおもろい芸人がいます! テレビだけでなく、皆さんライブを見に来てください!」という言葉を残し、「お笑いブーム開始のゴングとなった」と言われている。

優勝後
- 5年ぶりの復活となる『M-1グランプリ2015』では、それまでの歴代王者から1名ずつが審査員に起用されることになり、ますだおかだからは増田が審査員を務めた。

### やしきたかじんとの関係
- 若手時代から、『たかじんnoばぁ～』『たかじんnoどォ!』（いずれも読売テレビ）『たかじんONE MAN』（毎日放送）『たかじん胸いっぱい』（関西テレビ）など、やしきたかじんの冠番組にたびたび出演してきた。
  - 『たかじん胸いっぱい』では、占い企画で「コンビ名を『ざ・レッズ』」にした方が良い」という結果が出たことをきっかけに、たかじんの助言で1週だけ「ざ・レッズ（ひでひこ&けいすけ）」という名義で出演。
  - たかじんが病気の療養で芸能活動を休止していた時期には、増田がたかじんに代わって『たかじん胸いっぱい』の進行役を務めたり、『ますだおかだコンビ結成20周年記念特番～漫才のキセキ～』内の企画（ますだおかだがロケで出会った一般人や親交の深い著名人から出された20個の「お題」を盛り込んでスタジオでオリジナルの漫才を披露）に向けてたかじんがお題の「TVガイド」を直筆で記した色紙を提供したりしていた。増田は、たかじんが2014年1月3日に64歳で逝去した直後に、たかじんとの最も楽しかった思い出として「生前最後の共演になった『たかじん胸いっぱい』で、たかじんに笑顔で見守られながら進行を任されたこと」を挙げている[9]。

### その他
- お互いにタバコ、酒は好まない。2人とも下戸であり、基本的には酒は飲まない。岡田は喫煙者であったが、卒煙している。
- プロ野球では、増田が熱狂的な阪神タイガースファンで、岡田は阪急ブレーブス時代からの熱狂的なオリックス・バファローズファンである。
- 増田は浜田省吾の大ファンであり、浜田本人とも交流がある。浜田は、ますだおかだの漫才を「トラッドでラディカル」と評している。
- globeのKEIKOがますだおかだのファンで交友関係があり、小室哲哉との結婚披露宴には黒田有（メッセンジャー）と共に招待された。
- 吉本興業では大阪NSC11期生（中川家、陣内智則、ケンドーコバヤシなど）が同期にあたる。
- 2人とも芸能界に入ったのが20代中盤になってからのため、年下の先輩が多い。同じ事務所で先輩のよゐこ、TKOは年下になる。同期のオセロも年下である（なお、オセロとよゐことTKOの3組は同じ学年である）。他事務所でもナインティナインやネプチューンなどは先輩にあたる。

## 賞レース成績・受賞歴など

### M-1グランプリ（成績）
| 年     | 結果    | エントリーNo. | 決勝戦キャッチコピー | 備考                            |
| ------ | ------- | ------------- | -------------------- | ------------------------------- |
| 2001年 | 決勝4位 | 713           | 実力主義             |                                 |
| 2002年 | 優勝    | 1754          |                      | ラストイヤー、決勝1回戦 2位通過 |

### その他（成績・受賞歴）
- 1994年 第15回ABCお笑い新人グランプリ 最優秀新人賞
- 1994年 第24回NHK上方漫才コンテスト 最優秀賞
- 1994年 第29回上方漫才大賞 新人奨励賞
- 2000年 爆笑オンエアバトル 第2回チャンピオン大会 決勝3位
- 2001年 爆笑オンエアバトル 第3回チャンピオン大会 決勝3位
- 2001年 第36回上方漫才大賞 奨励賞
- 2001年 第30回上方お笑い大賞 話題賞
- 2001年 平成13年度咲くやこの花賞 大衆芸能部門
- 2002年 第37回上方漫才大賞 大賞

## 出演

### レギュラー番組
- アッコにおまかせ!（TBSテレビ）- 準レギュラー[11]
- ゴゴスマ!（CBCテレビ） - 増田：金曜日レギュラー、岡田：火曜日レギュラー
- 怪談グランプリ（関西テレビ、2009年 - ）年1回特番。岡田が司会・増田が審査員
- とらべる?トラベル!（関西テレビ、2014年 - ）年1回特番

### 過去のレギュラー番組

#### テレビ
- カオスパニック（KBS京都）
- 月刊爆笑演芸ライブ（朝日放送）
- Jリーグ図鑑（関西テレビ）
- Jリーグ事典（関西テレビ）
- 街かどチャチャチャ（朝日放送）
- GAHAHA王国（テレビ朝日）
- BIG4ボウリング（朝日放送）
- 堂本剛のDO-YA!（朝日放送）
- 謎の処方箋 コントS錠（関西テレビ、1998年4月 - 9月）
- 猛虎まるかじり（skyA）
- あなたにありがとう（関西テレビ、1998年4月4日 - 1999年9月25日）
- 昼あがり!どまんなか（関西テレビ、1999年10月2日 - 2002年9月28日）
- S-KIP!（関西テレビ）
- DOSUE!（関西テレビ）
- ファイトマネー（関西テレビ、2001年4月7日 - 10月6日）- スカウトマン
- スゴ腕!バウト（関西テレビ）
- 太っ腹!紳助ファンど（関西テレビ）
- BAN!BOO!ぱいん!!（読売テレビ、2002年4月1日 - 2003年3月26日）
- いつでも笑みを!（関西テレビ、2002年10月 - 2004年3月）
- ガラパゴス〜絶滅危惧品種保護委員会〜（関西テレビ）
- 野球狂のネタ（関西テレビ）
- 金曜かきこみTV（NHK教育、2003年4月11日 - 2007年3月16日）
- 土曜かきこみTV（NHK教育、2007年4月7日 - 2008年3月22日）
- GIRLS A GOGO!（テレビ朝日、2003年10月11日 - 2006年9月23日）
- シブスタ（テレビ東京、2004年3月31日 - 10月27日）- 水曜レギュラー
- ますだおかだ角パァ!（朝日放送テレビ、 2004年4月16日 - 2008年9月19日）- 司会、毎月第3金曜日
- F2スマイル（フジテレビ）
- っちゅ〜ねん!（毎日放送、2005年4月11日 - 2006年3月30日）- 金曜レギュラー
- クイズ!ヘキサゴンII（フジテレビ、2005年11月 - 2009年2月）- 増田は2009年2月に降板し、以降岡田が最終回まで単独で出演。
- 全国一斉!日本人テスト（フジテレビ）
- 笑いの金メダル（朝日放送）
- 恋愛脳℃（TBS）
- ますだおかだのこれイチ!（読売テレビ）
- ますだおかだの出たぁトコ勝負!（ファミリー劇場）
- ますおかの完パケましょう（CS放送・ファミリー劇場、2007年2月 - 2008年3月）- 月1回更新
- あっぷ&UP!（関西テレビ）
- キキミミ!（関西テレビ、2011年4月4日 - 9月30日）- 岡田 : 月曜 - 水曜司会・増田 : 木曜・金曜司会
- 韓流チョッタ!～ますだ式韓国ガイド～（ひかりTV）増田のみ
- ハピくるっ! ウワサの芸能ワイドショー（関西テレビ、2011年10月3日 - 2015年3月27日）- 岡田 : 月曜司会・増田 : 木曜司会
- ますおか&こじるりのベタな旅人トラベター（北海道放送、2016年6月、9月、2017年3月、8月）
- ますだおかだのオモログ（関西テレビ、2015年8月1日、2016年3月26日、5月8日 - 2017年3月25日）- MC

#### ラジオ
- こだま・ひびきのラジオ突撃隊（KBS京都ラジオ）水曜ラジオカー 1993年10月～
- ヤンタンあそびのWA!!（MBSラジオ）火曜メインパーソナリティ
- ますだおかだのお笑いトルネード計画（TBSラジオ）
- MBSヤングタウン水曜日（MBSラジオ）
- ますだおかだの街はごきげんPタイム（KBS京都ラジオ）
- ますだおかだの生なまツーカーステーション（MBSラジオ）
- 一撃!ネオ・ラ・ジオ（MBSラジオ）岡田のみ
- どーだ!ますだおかだ（MBSラジオ）
- M-1通（ABCラジオ）
- ゴチャ2（MBSラジオ）火曜メインパーソナリティ
- ぷらっと☆ホーム（MBSラジオ）水曜メインパーソナリティ
- ますだおかだ寺田のベースボールキッズ（MBSラジオ）
- ますだおかだのオールナイトニッポン（オールナイトニッポン金曜日、ニッポン放送）
- ますおかちゃんねる（ニッポン放送）

#### その他の主な出演番組
- 爆笑オンエアバトル（NHK総合）戦績17勝0敗 最高545KB（パーフェクト達成）
- GAHAHAキング 爆笑王決定戦（テレビ朝日）10週勝ち抜きチャンピオン
- ネプリーグ
  - 2006年6月12日 若手芸人チーム
  - 2007年11月12日 松竹芸能チーム
  - 2008年6月2日 中堅芸人チーム

## 出演作品

### CM
- 大阪府医師会～エイズ撲滅キャンペーン～
- ファースト引越センター
- 摂津水都信用金庫
- 宝塚ファミリーランド
- カードローンRapido（北海道銀行）
- ワンダモーニングショット（アサヒ飲料）岡田のみ
- お笑いTYPHOON!
- アピタ
- アサヒビール～麦搾り～ 岡田のみ
- JT ～缶コーヒー Roots～ 岡田のみ
- くら寿司 岡田のみ
- スタッフサービス ～グッジョブ私「正しいがんばりかた2」～ 岡田のみ
- Dydo Dydo自販機 増田のみ

### ドラマ
- 恋愛内科25時（TBSテレビ）（2005年）増田のみ
- 陽炎の辻 正月スペシャル 夢の通い路（NHK総合）（2009年）増田のみ
- だんだん（NHK総合）（2009年）増田のみ
- 産科医・大河内あかね（フジテレビ）（2010年）増田のみ
- カーネーション（NHK総合）（2012年）増田のみ
- 悪夢ちゃん（日本テレビ）（2012年）
- 戦力外捜査官（日本テレビ）（2014年）増田のみ
- ルーズヴェルト・ゲーム（TBSテレビ）（2014年）増田のみ
- 婚姻届に判を捺しただけですが（TBSテレビ）（2021年）岡田のみ

### 映画
- レーシング・ストライプス（日本語吹き替え版）（2005年）声優
- 釣りバカ日誌18 ハマちゃんスーさん瀬戸の約束（2007年）増田のみ
- デコトラの鷲 火の国熊本親子特急便（2008年）
- オンナゴコロ（2009年）増田のみ
- スノー・バディーズ 小さな5匹の大冒険（日本語吹き替え版）（2009年）声優
- ルパンの奇巌城（2011年）増田のみ
- 劇場版 FAIRY TAIL 鳳凰の巫女（2012年）声優
- 悪夢ちゃん The 夢ovie（2014年）岡田のみ
- それいけ!アンパンマン りんごぼうやとみんなの願い（2014年）声優　岡田のみ

## 著書・ディスコグラフィー

### 著書
- 「ますだおかだの漫才タイガース」（2004年1月発売、宝島社）
- 「ますだおかだのお笑い大阪案内」（2004年3月発売、角川書店）
- 「ますだおかだの漫才詩」（2004年4月発売、幻冬舎）増田著
- 「漫才少年」（2004年10月発売、ベストセラーズ）
- 「ますだ式ダジャレで覚える韓国語」（2010年10月発売、学研パブリッシング）増田著

### DVD
- 「爆笑オンエアバトル ますだおかだ」（2001年4月発売、ポニーキャニオン）
- 「M-1グランプリ2001完全版 〜そして伝説は始まった〜」（2003年12月発売、R&C）（一部のみ）
- 「M-1グランプリ2002完全版 〜その激闘のすべて〜」（2003年12月発売、R&C）（一部のみ）
- 「LIVE! チクる　JAPAN TOUR 2004」（2004年12月発売、ソニーミュージックディストリビューション）（一部のみ）
- 「Shochiku Kadoza Live　松竹角座ライブ」（2005年7月発売、バップ）（一部のみ）
- 「Live!チクる 笑いのEXPO 2005」（2005年12月発売、ソニーミュージックディストリビューション）（一部のみ）
- 「ますおかな奴らで107」（2006年7月29日発売、松竹ホームビデオ）
- 「ますだおかだ寄席～15周年記念単独ライブ～」（2008年12月14日発売、コンテンツリーグ）
- 「芸能人落語研究会 お後がよろしいようで 完全版」（2007年10月3日発売、コンテンツリーグ）増田のみ
- 「DEBU1グランプリ～ＮＥＸＴデブスターを探せ！～」（2010年11月25日発売、イーネット・フロンティア）